# 下渓駅
下渓駅（ハゲえき）は大韓民国ソウル特別市蘆原区下渓1洞・下渓2洞にある、ソウル交通公社7号線の駅。駅番号は715。乙支大 乙支病院という副駅名がある。

## 歴史
- 1996年10月11日 - ソウル特別市都市鉄道公社（当時）7号線の駅として開業。
- 2017年5月31日 - ソウル特別市都市鉄道公社とソウルメトロが統合され、ソウル交通公社の駅となる。

## 駅構造

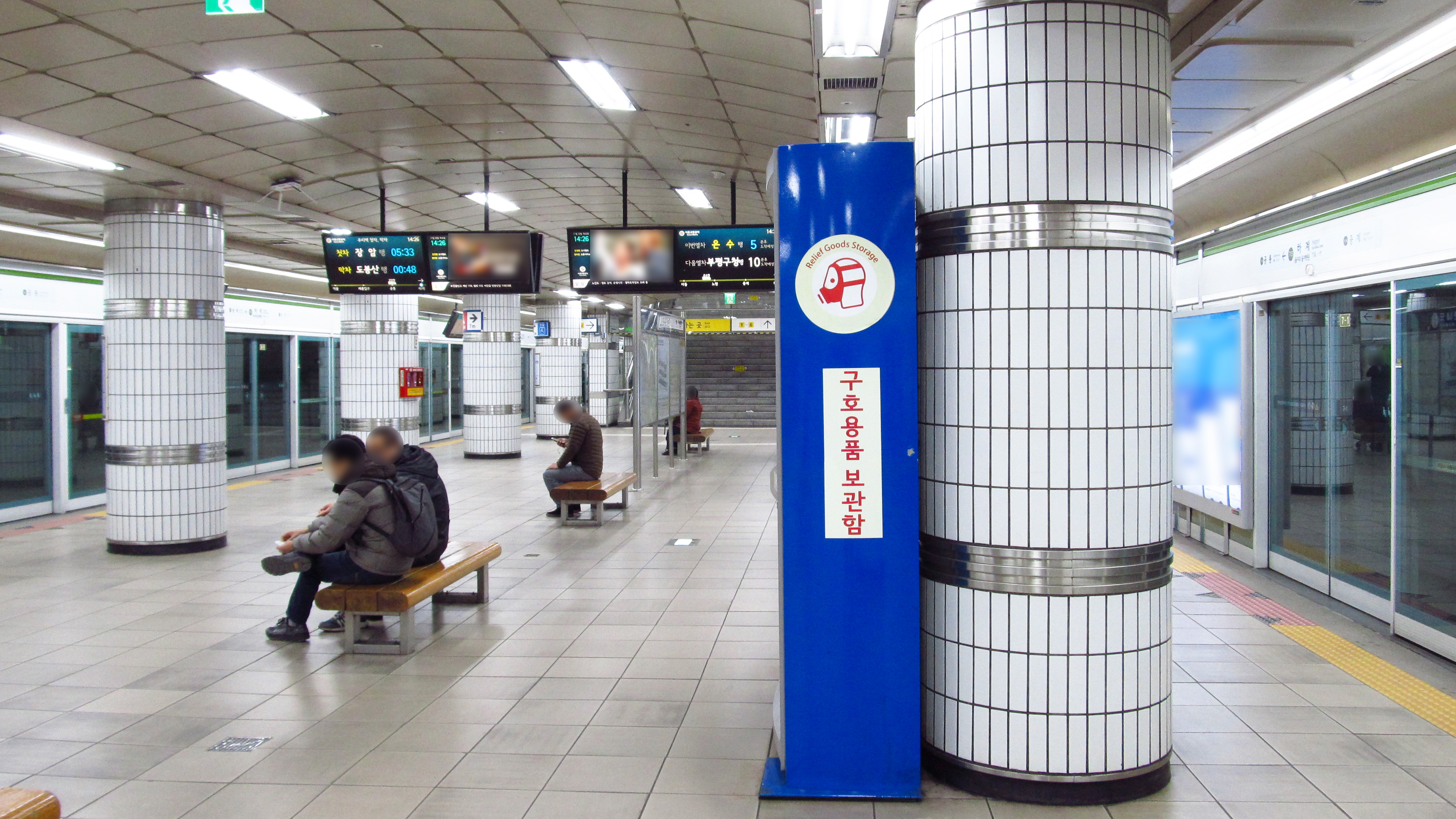
ホーム（2018年11月）

島式ホーム1面2線を有する地下駅で、フルスクリーンタイプのホームドアが設置されている。改札階に通じる階段は2ヶ所、エレベーターは2基ある。
改札口は北側（中渓寄り）と南側（孔陵寄り）の合計2ヶ所ある。化粧室は南側の改札外にある。
出入口は1番から6番までの合計6ヶ所ある。

### のりば
- 案内上ののりば番号は設定されていない。

| 上り | 7号線 | 蘆原・道峰山・長岩方面                         |
| 下り | 7号線 | 君子・高速ターミナル・大林・温水・富平区庁方面 |

## 利用状況
近年の一日平均利用人員推移は下記のとおり。
| 路線  | 路線     | 2000年 | 2001年 | 2002年 | 2003年 | 2004年 | 2005年 | 2006年 | 2007年 | 2008年 | 2009年 | 出典  |
| ----- | -------- | ------ | ------ | ------ | ------ | ------ | ------ | ------ | ------ | ------ | ------ | ----- |
| 7号線 | 乗車人員 | 14,370 | 18,305 | 19,404 | 20,049 | 20,083 | 20,504 | 21,098 | 20,687 | 20,676 | 20,448 | [ 1 ] |
| 7号線 | 降車人員 | 12,808 | 16,049 | 17,013 | 17,861 | 17,611 | 19,713 | 19,856 | 19,343 | 19,340 | 19,031 | [ 1 ] |
| 7号線 | 乗降人員 | 27,178 | 34,353 | 36,417 | 37,909 | 37,694 | 40,217 | 40,954 | 40,031 | 40,016 | 39,480 | [ 1 ] |
| 路線  | 路線     | 2010年 | 2011年 | 2012年 | 2013年 | 2014年 | 2015年 |        |        |        |        | [ 1 ] |
| 7号線 | 乗車人員 | 21,002 | 21,497 | 21,307 | 21,744 | 21,643 | 21,238 |        |        |        |        | [ 1 ] |
| 7号線 | 降車人員 | 19,523 | 20,062 | 19,934 | 20,332 | 20,383 | 19,979 |        |        |        |        | [ 1 ] |
| 7号線 | 乗降人員 | 40,525 | 41,558 | 41,241 | 42,076 | 42,026 | 41,217 |        |        |        |        | [ 1 ] |

## 駅周辺
- 2001アウトレット中渓店
- 建栄オムニ百貨店中渓店
- 蘆原区民会館
- 蘆原消防署
- 蘆原生涯学習館
- ソウル大真高等学校
- SAVE ZONE 蘆原店
- ハナ銀行ATM 下渓洞2支店
- ソウル龍洞初等学校（朝鮮語版）
- 乙支病院
- 中渓近隣公園
- 中渓3洞住民センター
- ソウル中峴初等学校（朝鮮語版）
- 下渓中学校（朝鮮語版）
- 恵聖女子高等学校（朝鮮語版）
- 京畿機械工業高等学校
- ホームプラス中渓店
- ソウル市立北ソウル美術館
- ロッテスーパー

## バス路線
| ソウル特別市所属市内バス路線 | ソウル特別市所属市内バス路線                                                   | ソウル特別市所属市内バス路線 | ソウル特別市所属市内バス路線 | ソウル特別市所属市内バス路線 | ソウル特別市所属市内バス路線 | ソウル特別市所属市内バス路線 |
| ---------------------------- | ------------------------------------------------------------------------------ | ---------------------------- | ---------------------------- | ---------------------------- | ---------------------------- | ---------------------------- |
| 幹線バス                     | 149番・172番・105番・146番                                                     |                              |                              |                              |                              |                              |
| 支線バス                     | 1141番・1131番・1135番・1227番・1160番・1140番・1221番・1224番・1137番・1144番 |                              |                              |                              |                              |                              |
| マウルバス                   | 蘆原03番                                                                       |                              |                              |                              |                              |                              |
| 議政府市所属バス路線         |                                                                                |                              |                              |                              |                              |                              |
| 座席バス                     | 1001番                                                                         |                              |                              |                              |                              |                              |

## その他
読み方が「ハゲ」のため、日本では珍地名の駅として知られ、日本テレビ系列『ネプ&イモトの世界番付』2013年6月21日放送回でも取り上げられた。なお、ローマ字に従って発音すると「ハギェ」になるが、「ye」（ㅖ）の直前に子音があると「y」が抜け落ちるという発音規則により、実際の発音は「ハゲ」となる。
駅名は周辺地名「下渓洞（ハゲドン）」に基づくもので、付近を流れる中浪川の下流側にあることから名付けられている。同様の由来として「中渓洞（チュンゲドン）」「上渓洞（サンゲドン）」という地名も存在し、中渓駅は当駅の隣、上渓駅は4号線にある。
日本の高知県四万十市にも読み方が類似した半家駅があるが、偶然似通ったものであり関連はない。

## 隣の駅
ソウル交通公社
 7号線
中渓駅 (714) - 下渓駅 (715) - 孔陵駅 (716)